# حكومة معروف البخيت الثانية
حكومة معروف البخيت الثانية هي الحكومة رقم 94 منذ أعلان استقلال إمارة شرق الأردن عام 1921 والحادية عشر في عهد الملك عبد الله الثاني. شكّل معروف البخيت الحكومة في 9 شباط عام 2011، بتكليف من ملك الأردن عبد الله الثاني بن الحسين. وقد حلّت الحكومة في شهر أكتوبر 2011.

## التشكيل
| الاسم                                       | المهام الوزارية                                   |
| ------------------------------------------- | ------------------------------------------------- |
| دولة الدكتور معروف سليمان بخيت البخيت       | رئيسا للوزراء ووزيرا للدفاع                       |
| معالي المهندس سعد هايل عوده السرور          | نائبا لرئيس الوزراء ووزيرا للداخلية               |
| معالي المهندس سمير فهيم سليمان الحباشنة     | وزير دولة ووزيرا للزراعة                          |
| معالي السيدة سلوى شاهر ضامن بركات           | وزيرا للتنمية الاجتماعية                          |
| دولة الدكتور هاني فوزي عيد الملقي           | وزيرا للصناعة والتجارة                            |
| معالي السيد "محمد ناصر" سامي حسن جوده       | وزيرا للخارجية                                    |
| معالي الدكتور خالد عوني عبدالرحمن طوقان     | وزيرا للطاقة والثروة المعدنية                     |
| معالي السيد عبدالرحيم محمد مهاوش عكور       | وزيرا للاوقاف والشؤون والمقدسات الاسلامية         |
| معالي الدكتور "محمد ناصر" سالم محمد ابوحمور | وزيرا للمالية                                     |
| معالي السيد رياض جميل مشحن ابوكركي          | وزيرا للشؤون البرلمانية                           |
| معالي الدكتور تيسير منيزل النهار النعيمي    | وزيرا للتربية والتعليم                            |
| معالي الدكتور جعفر عبد عبدالفتاح حسان       | وزيرا للتخطيط والتعاون الدولي                     |
| معالي المهندس محمد جميل موسى النجار         | وزيرا للمياه والري                                |
| معالي السيد حسين محمد مجلي الرواشدة         | وزيرا للعدل                                       |
| معالي السيد مازن سليمان علي الساكت          | وزيرا لتطوير القطاع العام ووزيرا للتنمية السياسية |
| معالي الدكتور وجيه موسى عويس عويس           | وزيرا للتعليم العالي والبحث العلمي                |
| معالي الدكتور محمد خليل مسلم العدينات       | وزير دولة لشؤون رئاسة الوزراء                     |
| معالي المهندس يحيى موسى بيجاينج كسبي        | وزيرا للاشغال العامة والاسكان                     |
| معالي الدكتور محمود محمد عتيق الكفاوين      | وزيرا للعمل                                       |
| معالي المهندس مهند سلمان محمد القضاة        | وزيرا للنقل                                       |
| معالي السيد طارق سليم سلمان مصاروة          | وزيرا للثقافة                                     |
| معالي الدكتورة هيفاء شاكر محمدزكي ابوغزالة  | وزيرا للسياحة والاثار                             |
| معالي الدكتور ياسين محمد صايل الحسبان       | وزيرا للصحة                                       |
| معالي المهندس عاطف محمد احمد التل           | وزيرا للاتصالات وتكنولوجيا المعلومات              |
| معالي الدكتور طاهر راضي شكري الشخشير        | وزيرا للبيئة                                      |
| معالي السيد طاهر خلف عبدالعزيز العدوان      | وزير دولة لشؤون الاعلام والاتصال                  |
| معالي السيد حازم شريف يوسف قشوع             | وزيرا للشؤون البلدية                              |

تعديل 02/07/2011
| الاسم                                          | المهام الوزارية                              |
| ---------------------------------------------- | -------------------------------------------- |
| معالي الدكتور إبراهيم عطا خليل العموش          | وزيرا للعدل                                  |
| معالي السيد توفيق محمود حسين كريشان            | نائبا لرئيس الوزراء ووزيرا للشؤون البرلمانية |
| معالي المهندس موسى حابس موسى المعايطة          | وزيرا للتنمية السياسية                       |
| معالي السيد مازن سليمان علي الساكت             | وزيرا للداخلية                               |
| معالي الدكتور محمد خليل مسلم العدينات          | وزيرا لتطوير القطاع العام                    |
| معالي المهندس وجيه طيب عبدالله عزايزة          | وزيرا للتنمية الاجتماعية                     |
| معالي السيد جريس حنا سليمان سماوي              | وزيرا للثقافة                                |
| معالي السيد عبدالله سليمان عبدالله ابورمان     | وزير دولة لشؤون الاعلام والاتصال             |
| معالي الدكتور عبداللطيف عبدالكريم العلي وريكات | وزيرا للصحة                                  |
| معالي السيد عادل محمود محمد "بني محمد"         | وزير دولة لشؤون رئاسة الوزراء                |
| معالي الدكتور محمد بركات محمد الزهير           | وزير دولة للشؤون الاقتصادية                  |

## وصلات خارجية
- موقع رئاسة الوزراء

| سبقه حكومة معروف البخيت الثانية | الحكومة الأردنية October 24, 2011 - May 2, 2012 | تبعه حكومة أردنية |